# Töreboda kyrka
Töreboda kyrka, tidigare Björkängs kyrka, är en kyrkobyggnad som tillhör Töreboda församling i Skara stift. Den ligger i centralorten i Töreboda kommun.

## Historia

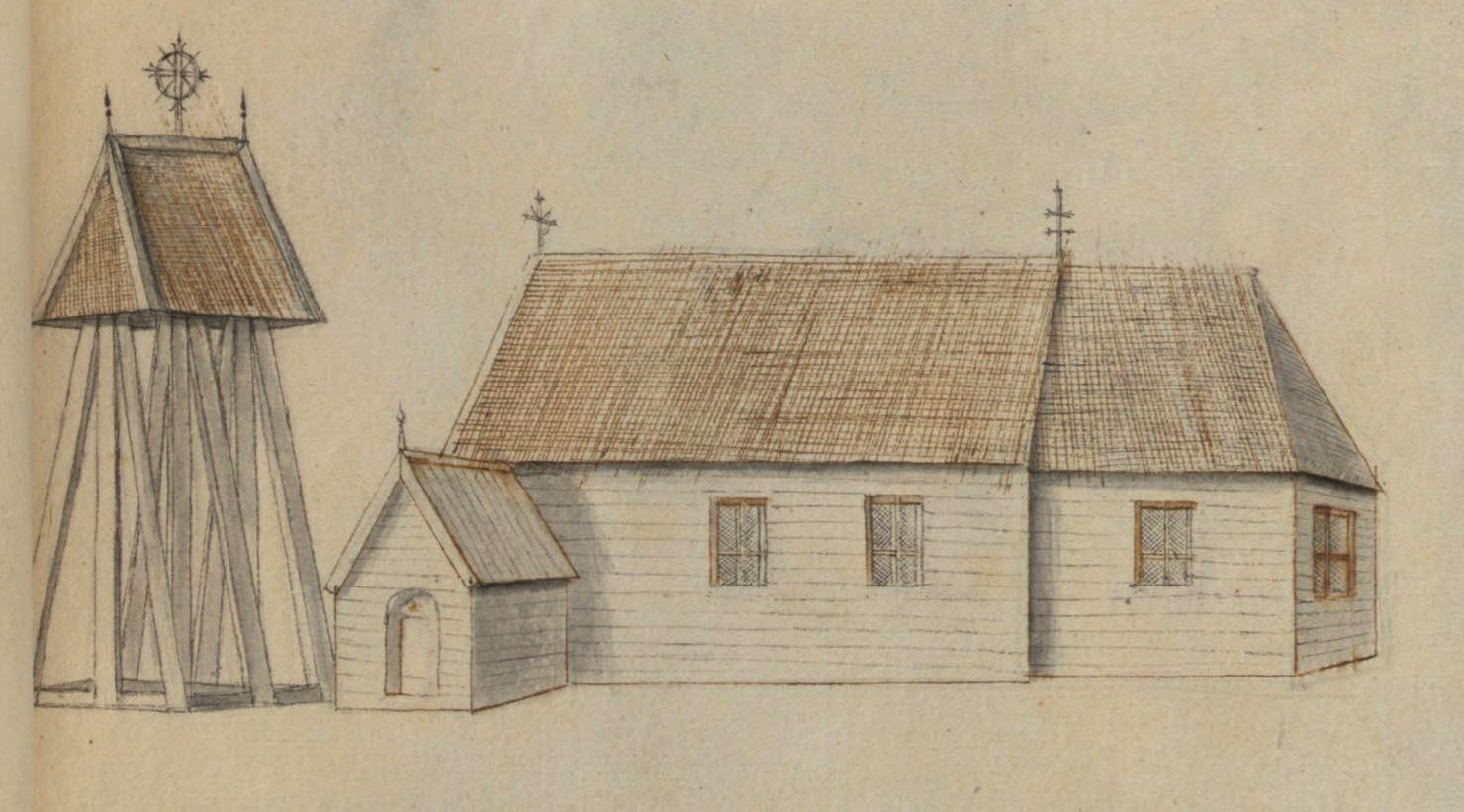
Björkängs kyrka på teckning omkring 1670.

Dagens kyrka har haft två föregångare. Första kyrkan var Björkängs medeltidskyrka som låg på annan plats. Den ersattes på 1600-talet av ett litet träkapell. I Monumenta avbildas en timrad kyrka med rektangulärt långhus och med ett smalare kor i öster samt ett timrat vapenhus vid ingången längs den södra långhusväggen. Väster omkyrkan fanns en klockstapel med öppen klockbock och spånklädd huv. Byggnaden revs omkring 1870 då den nya tegelkyrkan hade färdigställts.

## Kyrkobyggnaden
Nuvarande kyrka av rött oputsat tegel med strävpelare i nyromantisk stil uppfördes 1869–1870 av byggmästarna Gustaf Andersson och Johan Larsson från Varola efter ritningar av arkitekt Albert Törnqvist. På grund av terrängens utformning fick kyrkan en nord-sydlig orientering med kyrktorn i norr och kor i söder. 1893 belades yttertaket med skiffer.
Interiören har ett tidstypiskt tredingstak men förändrades genomgripande vid renoveringarna 1951 och 1981. År 1951 tillkom den nuvarande sakristian i öster, liksom målningar på korväggen av Torsten Nordberg. En restaurering genomfördes 1980–1981 under ledning av arkitekt Jerk Alton.

## Inventarier
- Dopfunten av sandsten är från 1200-talet.
- En tronande madonnaskulptur från 1200-talet utförd i ek. Höjd 82 cm.[3]
- Ett triumfkrucifix snidat av Eva Spångberg införskaffades 1981.
- Predikstolen från 1870 är troligen ritad av kyrkans arkitekt Albert Törnqvist.
- En äldre altaruppsats är tillverkad 1738 och målad 1766. Där ingår en skulptur med Kristus krönande Maria från 1400-talet i okänt träslag. Mariafigurens höjd är 63 cm.[3]. Numera är altaruppsatsen placerad vid östra långhusväggen.

### Orglar
- Den förra orgeln på den norra läktaren var tillverkad 1944 av Nordfors och Co.. Den hade tjugoen stämmor, fördelade på två manualer och pedal. Den stumma orgelfasaden är byggd 1895 av Molander & Co.[4]
- Den nuvarande orgeln byggdes 2022 av Karl Nelsons Orgelbyggeri AB, Lidköping.

| Man I. Huvudverk | Man II. Svällverk  | Pedal            |
| ---------------- | ------------------ | ---------------- |
| Principal 16'    | Borduna 16'        | Principal 16'*   |
| Principal 8'     | Violinprincipal 8' | Subbas 16'       |
| Gedackt 8'       | Rörflöjt 8'        | Principal 8'*    |
| Gamba 8'         | Salicional 8'      | Gedackt 8'*      |
| Oktava 4'        | Eolin 8'           | Oktava 4'        |
| Spetsflöjt 4'    | Voix celeste 8'    | Basun 16'        |
| Oktava 2'        | Fl. harm. 4'       | Trumpet 8'*      |
| Mixtur IV        | Violon 4'          |                  |
| Trumpet 8'       | Valdflöjt 2'       |                  |
|                  | Trumpet 8'         |                  |
|                  | Oboe 8'            |                  |
|                  | Clarion 4'         |                  |
|                  | Tremulant          | *=transmissioner |

- Orgeln i koret, tillverkad 1981 av Smedmans Orgelbyggeri, med ljudande fasad, har elva stämmor fördelade på två manualer och pedal.[5]